# Allotrichosiphum kashicola
Allotrichosiphum kashicola är en insektsart. Allotrichosiphum kashicola ingår i släktet Allotrichosiphum och familjen långrörsbladlöss. Inga underarter finns listade i Catalogue of Life.